# Gottfried Heer
Gottfried Heer (* 11. April 1843 in Gretschins; † 21. Oktober 1921 in Hätzingen, heimatberechtigt in Glarus und Hätzingen) war ein Schweizer Politiker (DP), reformierter Pfarrer und Historiker.

## Leben

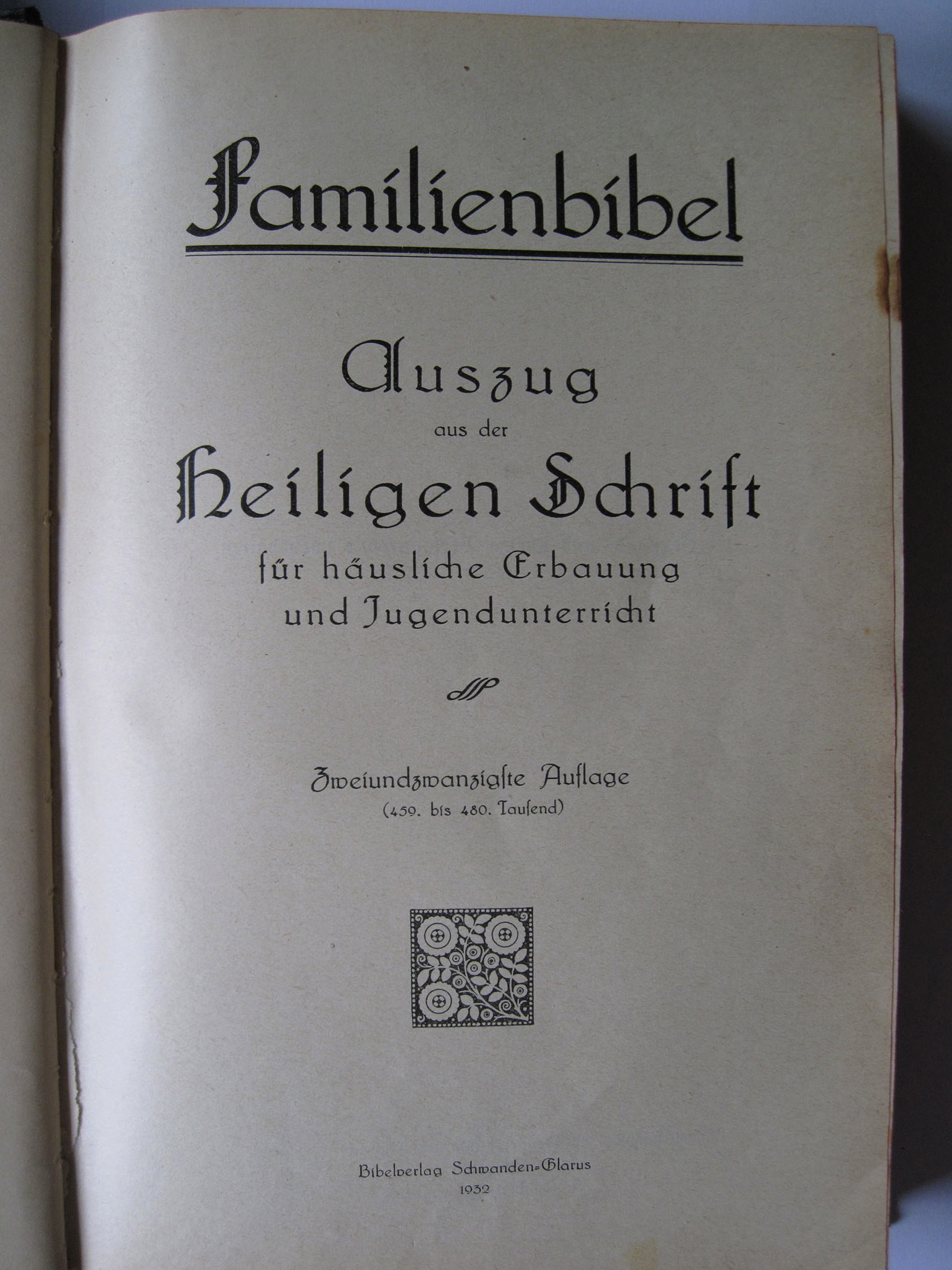
Glarner Familienbibel von 1932

Gottfried Heer wurde am 11. April 1843 in Gretschins als Sohn des Pfarrers Christoph Heer geboren. Der Absolvent der Kantonsschule Aarau schloss zwischen 1862 und 1865 ein Studium der Theologie an den Universitäten Basel, Zürich und Tübingen ab.
In der Folge versah Gottfried Heer von 1866 bis 1906 als Pfarrer und Dekan seelsorgerischen Dienst in Betschwanden. Daneben fungierte er 1881 als Mitbegründer der Botanischen sowie 1887 der Naturforschenden Gesellschaft von Glarus. Auf sein soziales Engagement ist die Gründung eines Sanatoriums für Lungenkranke in Braunwald sowie einer Krankenkasse für die Dorfschaften Diesbach-Dornhaus, Betschwanden und Rüti zurückzuführen. Überdies trat er als Verfasser von circa 90 lokalhistorischen Werken sowie als Herausgeber einer Glarner Familienbibel hervor.
Die Universität Zürich zeichnete Gottfried Heer mit der Verleihung der Ehrendoktorwürde aus. Er blieb unverheiratet und verstarb am 21. Oktober 1921, ein halbes Jahr nach Vollendung seines 78. Lebensjahres in Hätzingen.

## Politische Laufbahn
Gottfried Heer bekleidete zunächst von 1879 bis 1897 das Amt des Glarner Kantonsschulrats. In weiterer Folge stand er zwischen 1895 und 1902 der evangelischen Kirchenkommission als Präsident vor. Im Jahr 1906 wurde Gottfried Heer, Mitglied der Demokratischen und Arbeiterpartei Glarus, in den Ständerat gewählt, in dem er bis 1914 vertreten war. In der Bundesversammlung gehörte er jedoch keiner Fraktion an. Zudem präsidierte er das Komitee für eine schweizerische Kranken- und Unfallversicherungskasse.